# Bolsas y Mercados Españoles
Bolsas y Mercados Españoles (BME) es el operador de todos los mercados de valores y sistemas financieros en España. Desde el 11 de junio de 2020 BME pertenece a SIX Group AG (SIX). La unión de ambos grupos empresariales forman el tercer mayor operador de infraestructuras de mercados financieros por ingresos de Europa y el décimo a nivel mundial.

## Historia y servicios
BME es una empresa que ofrece servicios productos y sistemas avanzados de negociación y acceso a los mercados globales a emisores, intermediarios e inversores, tanto en España como a nivel internacional.
La compañía está configurada en seis unidades de negocio: Renta Variable, Renta Fija, Derivados, Compensación, Liquidación, Market Data y Servicios de Valor Añadido.
BME está formado por varias sociedades filiales. Entre las que forman el grupo destacan Bolsa de Madrid, Bolsa de Barcelona, Bolsa de Bilbao, Bolsa de Valencia, Sociedad de Bolsas, BME Growth, Latibex, MEFF, AIAF, BME Clearing, Iberclear.
En julio del 2022, BME, BBVA y el Banco Interamericano de Desarrollo dieron un paso hacia la emisión de valores tokenizados, habiendo realizado la primera emisión de un bono regulado registrado con blockchain en España.

## Estructura societaria
Las principales sociedades que componen Bolsas y Mercados Españoles son:
- Sociedad Rectora de la Bolsa de Madrid
- Sociedad Rectora de la Bolsa de Barcelona
- Sociedad Rectora de la Bolsa de Bilbao
- Sociedad Rectora de la Bolsa de Valencia
- Sociedad de Bolsas
- BME Growth
- Latibex
- MEFF Sociedad Rectora del Mercado de Productos Derivados
- AIAF Mercado de Renta Fija
- BME Clearing
- Iberclear
- Regis-TR
- Market Data
- BME Inntech
- BME Regulatory Services
- Instituto BME
- Openfinance

## Accionistas
| Accionista | Participación |
| ---------- | ------------- |
| SIX Group  | 93,16%        |

## Administración

### Consejo de Administración
| Cargo                       | Nombre                                          |
| --------------------------- | ----------------------------------------------- |
| Presidente                  | Johannes Bernardus Dijsselhof                   |
| Vicepresidente              | David María Jiménez-Blanco Carrillo de Albornoz |
| Consejero delegado          | Javier Hernani Burzako                          |
| Consejera                   | Marion Leslie                                   |
| Consejera                   | Belén Romana García                             |
| Consejero                   | Daniel Schmucki                                 |
| Secretario no consejero     | Luis María Cazorla Prieto                       |
| Vicesecretaria no consejera | Cristina Bajo Martínez                          |

### Cotización en bolsa
El 14 de julio de 2006 BME realizó una oferta pública de venta (OPV) de acciones y comenzó a cotizar en el Mercado Continuo Español. Formó parte del IBEX 35 entre julio de 2007 y junio de 2015.
El 18 de noviembre de 2019 SIX Group, compañía con sede en Zúrich (Suiza) que gestiona la Bolsa suiza, lanzó una oferta pública de adquisición (OPA) sobre BME. Tras la aprobación de la operación por el Gobierno de España, la OPA se desarrolló hasta el 11 de junio de 2020, terminando con éxito.

## Críticas

### Autopromoción en Wikipedia
La investigación realizada por el periódico español Expansión menciona en su artículo Así manipulan su historia en Wikipedia las empresas españolas como: «El grupo propietario de la Bolsa de Madrid creó una página en Wikipedia para su presidente, Antonio Zoido, en septiembre de 2011, que hasta entonces no tenía referencia en esa enciclopedia. Los administradores de Wikipedia advierten que la página de BME parece estar escrita “a modo de publicidad”».